# P.A. Works
P.A. Works (japonsky 株式会社ピーエーワークス, Kabušiki gaiša Pí É Wákusu), celým názvem Progressive Animation Works, je japonské animační studio založené v listopadu 2000. Své sídlo má ve městě Nanto v prefektuře Tojama.
Kendži Horikawa, zakladatel a prezident studia, původně pracoval pro animační společnosti Tacunoko Production, Production I.G a Bee Train Production. Pak založil P.A. Works Corporation, které v roce 2002 změnilo název na P.A. Works. V roce 2008 studio vyrobilo jejich první anime seriál True Tears. Dne 10. dubna 2018 P.A. Works oznámilo, že spustilo novou značku P.A. Books, která se zabývá vydáváním elektronických knih. Prvním dílem, vydaným pod touto značkou, je románová adaptace jejich prvního anime True Tears.

## Tvorba

### Televizní seriály
| Rok  | Název                                   | Režie                                       | Od                | Do                | Díly          | Poznámky | Zdroje |
| ---- | --------------------------------------- | ------------------------------------------- | ----------------- | ----------------- | ------------- | --- | ------ |
| 2008 | True Tears                              | Džundži Nišimura                            | 6. ledna 2008     | 30. března 2008   | 13            | Volná adaptace vizuálního románu True Tears společnosti La'cryma.                                                                                                |        |
| 2009 | Canaan                                  | Masahiro Andó                               | 4. července 2009  | 6. září 2009      | 13            | Pokračování jednoho scénáře ve vizuálním románu 428: Fúsa sareta Šibuja de od Type-Moonu.                                                                        |        |
| 2010 | Angel Beats!                            | Seidži Kiši                                 | 3. dubna 2010     | 26. června 2010   | 13            | Projekt vytvořený ve spolupráci se společnostmi Key a Aniplex a časopisem Dengeki G's Magazine. Původní dílo. Příběh, který původně koncipoval Džun Maeda.       |        |
| 2011 | Hanasaku iroha                          | Masahiro Andó                               | 3. dubna 2011     | 25. září 2011     | 26            | Původní dílo. Příběh, který původně koncipovala Mari Okada. |        |
| 2012 | Another                                 | Cutomu Mizušima                             | 9. ledna 2012     | 27. března 2012   | 12            | Založeno na románech, jejíchž autorem je Jukito Ajacudži. |        |
| 2012 | Tari Tari                               | Masakazu Hašimoto                           | 1. července 2012  | 23. září 2012     | 13            | Původní dílo. Příběh, který původně koncipoval Evergreen. |        |
| 2013 | RDG: Red Data Girl                      | Tošija Šinohara                             | 6. března 2013    | 1. června 2013    | 12            | Adaptace knižní série, jejímž autorem je Noriko Ogiwara. | [ 5 ]  |
| 2013 | Koitabi: True Tours Nanto               | Džundži Nišimura                            | 28. dubna 2013    | 28. dubna 2013    | 6             | Původní dílo. Příběh, který původně koncipovala Mari Okada. | [ 6 ]  |
| 2013 | Učóten kazoku                           | Masajuki Jošihara                           | 7. července 2013  | 29. září 2013     | 13            | Adaptace knižní série, jejímž autorem je Tomihiko Morimi. | [ 7 ]  |
| 2013 | Nagi no asukara                         | Tošija Šinohara                             | 3. října 2013     | 3. dubna 2014     | 26            | Projekt vytvořený ve spolupráci se společností Buriki a časopisem Dengeki Daió. Původní dílo. Příběh, který původně koncipovala Mari Okada.                      |        |
| 2014 | Glasslip                                | Džundži Nišimura                            | 3. července 2014  | 25. září 2014     | 13            | Původní dílo. |        |
| 2014 | Širobako                                | Cutomu Mizušima                             | 9. října 2014     | 26. března 2015   | 24            | Původní dílo. |        |
| 2015 | Charlotte                               | Jošijuki Asai                               | 4. července 2015  | 26. září 2015     | 13            | Druhý projekt vytvořený ve spolupráci se společnostmi Key a Aniplex a časopisem Dengeki G's Magazine. Původní dílo. Příběh, který původně koncipoval Džun Maeda. |        |
| 2016 | Haručika: Haruta to Čika wa seišun suru | Masakazu Hašimoto                           | 7. ledna 2016     | 24. března 2016   | 12            | Založeno na knižní sérii, jejímž autorem je Sei Hacuno. |        |
| 2016 | Kuromukuro                              | Tensai Okamura                              | 7. dubna 2016     | 29. září 2016     | 26            | Projekt vytvořený na oslavu 15. výročí založení studia. Původní dílo.                                                                                            | [ 8 ]  |
| 2017 | Sakura Quest                            | Sóiči Masui                                 | 5. dubna 2017     | 20. září 2017     | 25            | Původní dílo. Příběh, který původně koncipoval Alexandre S. D. Celibidache.                                                                                      |        |
| 2017 | Učóten kazoku 2                         | Masajuki Jošihara                           | 9. dubna 2017     | 25. června 2017   | 12            | Pokračování anime seriálu Učóten kazoku. |        |
| 2018 | Uma musume Pretty Derby                 | Kei Oikawa                                  | 2. dubna 2018     | 18. června 2018   | 13            | Založeno na mobilní hře od společnosti Cygames. |        |
| 2018 | Sirius the Jaeger                       | Masahiro Andó                               | 12. července 2018 | 27. září 2018     | 12            | Původní dílo. |        |
| 2018 | Irozuku sekai no ašita kara             | Tošija Šinohara                             | 6. října 2018     | 29. prosince 2018 | 13            | Původní dílo. |        |
| 2019 | Fairy Gone                              | Keniči Suzuki                               | 7. dubna 2019     | 22. prosince 2019 | 24            | Původní dílo. |        |
| 2020 | A3!                                     | Masajuki Sakoi Keisuke Šinohara (díly 1–12) | 13. ledna 2020    | 29. prosince 2020 | 24            | Založeno na mobilní hře od společnosti Liber Entertainment. V koprodukci se studiem 3Hz.                                                                         | [ 9 ]  |
| 2020 | Appare-Ranman!                          | Masakazu Hašimoto                           | 10. dubna 2020    | 25. září 2020     | 13            | Původní dílo. | [ 10 ] |
| 2020 | Kamisama ni natta hi                    | Jošijuki Asai                               | 11. října 2020    | 27. prosince 2020 | 12            | Projekt vytvořený ve spolupráci se společnostmi Key a Aniplex. Původní dílo. Příběh, který původně koncipoval Džun Maeda.                                        | [ 11 ] |
| 2021 | Šiorisuna no Aquatope                   | Tošija Šinohara                             | 9. července 2021  | 17. prosince 2021 | 24            | Původní dílo. | [ 12 ] |
| 2022 | Paripi Kómei                            | Šú Honma                                    | 5. dubna 2022     | 21. června 2022   | 12            | Založeno na sérii mangy, jejíž mangakou je Júto Jocuba a Rjó Ogawa.                                                                                              | [ 13 ] |
| tba  | Akiba Maid sensó                        | Sóiči Masui                                 | bude oznámeno     | bude oznámeno     | bude oznámeno | Projekt vytvořený ve spolupráci se společností Cygames. Původní dílo.                                                                                            | [ 14 ] |
| tba  | Skip and Loafer                         | Kotomi Deai                                 | bude oznámeno     | bude oznámeno     | bude oznámeno | Založeno na sérii mangy, jejíž mangakou je Misaki Takamacu. | [ 15 ] |

### Filmy
| Rok  | Název                                        | Režie             | Premiéra          | Poznámky | Zdroje |
| ---- | -------------------------------------------- | ----------------- | ----------------- | --- | ------ |
| 2009 | Layton-kjódžu to eien no utahime             | Masakazu Hašimoto | 19. prosince 2009 | Pokračování videoherní série Professor Layton. V koprodukci se studii OLM a Robot Communications.                                |        |
| 2011 | Mai no mahó to katei no hi                   | Masajuki Jošihara | 20. února 2011    | Původní dílo. |        |
| 2011 | Bannó jasai Ninninman                        | —                 | 5. března 2011    | Krátkometrážní film vytvořený ve spolupráci se školícím projektem Japonské asociace tvůrců animované tvorby.                     |        |
| 2013 | Hanasaku iroha: Home Sweet Home              | Masahiro Andó     | 30. března 2013   | Pokračování anime seriálu Hanasaku Iroha.                                                                                        |        |
| 2018 | Sajonara no asa ni jakusoku no hana o kazaró | Mari Okada        | 24. února 2018    | Původní dílo, které se dostalo na užší seznam 91. ročníku udílení Oscarů v kategorii nejlepšího celovečerního animovaného filmu. | [ 16 ] |
| 2020 | Gekidžóban Širobako                          | Cutomu Mizušima   | 29. února 2020    | Pokračování anime seriálu Širobako.                                                                                              |        |

### Videohry
| Rok  | Název                                     | Vydavatel                   | Datum vydání       | Poznámky                                                                                  |
| ---- | ----------------------------------------- | --------------------------- | ------------------ | ----------------------------------------------------------------------------------------- |
| 2006 | Wild Arms 3                               | Sony Computer Entertainment | 14. března 2002    | Animované scény. V koprodukci se studiem Bee Train.                                       |
| 2007 | Professor Layton and the Curious Village  | Level-5                     | 15. února 2007     | Animované scény.                                                                          |
| 2007 | Professor Layton and the Diabolical Box   | Level-5                     | 29. listopadu 2007 | Animované scény.                                                                          |
| 2008 | Professor Layton and the Unwound Future   | Level-5                     | 27. listopadu 2008 | Animované scény.                                                                          |
| 2009 | Triggerheart Exelica Enhanced             | Alchemist                   | 26. března 2009    | Animované scény.                                                                          |
| 2009 | Professor Layton and the Last Specter     | Level-5                     | 26. listopadu 2009 | Animované scény.                                                                          |
| 2011 | Professor Layton and the Miracle Mask     | Level-5                     | 26. února 2011     | Animované scény.                                                                          |
| 2013 | Professor Layton and the Azran Legacy     | Level-5                     | 28. února 2013     | Animované scény.                                                                          |
| 2018 | League of Legends Season 9: A New Journey | Riot Games                  | 20. listopadu 2018 | Animované scény. Kompetitivní sezóna začala 24. ledna 2019 a skončila 19. listopadu 2019. |